# Le Joueur (film, 1958)
Cet article concerne le film de Claude Autant-Lara. Pour le film de Louis Daquin et Gerhard Lamprecht, voir Le Joueur.
Pour les articles homonymes, voir Le Joueur.
Pour plus de détails, voir Fiche technique et Distribution.
Le Joueur est un film franco-italien réalisé par Claude Autant-Lara et sorti en 1958.

## Synopsis
Alexei arrive à Baden-Baden pour rejoindre le général Zagorianski, dont il assure le préceptorat de ses deux enfants. Le général l'accueille d'abord mal, lui ayant demandé de rester à Moscou auprès de la tante Antonia, censée être mourante. Alexei, pour le calmer, lui raconte que sa tante, dont le général guigne l'héritage, est au plus mal, et qu'il ne lui est d'aucune utilité. En réalité, Alexei est là pour les beaux yeux de Pauline, belle-fille du général, qui, quoique flattée par son désir ardent, ne lui rend pas son amour, mais en use à sa guise pour servir ses plans. En l'occurrence, Alexei doit faire croire que la tante Antonia va bientôt décéder et laisser ses biens au général : le marquis des Grieux, qui a déjà fait hypothéquer à son avantage les biens du général, espère une bonne opération financière, et Blanche, soi-disant de Cominges, une intrigante de bas étage, tente de se faire épouser pour récupérer le magot. Pauline, qui aime des Grieux, souffre de ne pas éveiller d'autre chose en lui qu'appétit sexuel et appât du gain, mais ne sait pas lui résister.
Sur ce, la tante Antonia arrive de Moscou à la surprise générale. À Baden-Baden la grande distraction est la roulette. Elle s'y essaye par jeu, et gagne d'abord une fortune avant de tout perdre. Cela entraîne aussi la ruine du général et de ses projets de mariage avec Blanche, et détourne également le marquis français de toute idée d'union avec Pauline, qui ne désire plus que se venger. Alexei lui jure de récupérer les 50 000 francs que le marquis lui a laissés en dot auprès de son beau-père, achetant ainsi cyniquement son désistement, et de les lui rembourser avant de le tuer. Il gagne la somme au jeu, auquel il s'est laissé prendre aussi, jusqu'à quadrupler même la somme. Mais le temps passe et le marquis s´en va avant qu'il n'ait pu lui dire son fait. Pauline, au désespoir, n'a pas le courage de tuer depuis sa fenêtre le marquis au moment où il monte dans son fiacre. La fortune d'Alexei, dont elle réalise trop tard que c'est lui qu´elle aurait dû aimer, ne la console pas et elle se donne la mort. 
Le film se termine sur l'image d'Alexei, portant beau, désormais riche, et restant à Baden-Baden, empire du jeu, où il affirme voir là un moyen de gagner sa vie ni plus ni moins méprisable que le commerce.

## Fiche technique
- Titre : Le Joueur
- Réalisation : Claude Autant-Lara
- Assistant réalisateur : Ghislaine Autant-Lara
- Scénario : Pierre Bost, d’après le roman éponyme de Fédor Dostoievski
- Adaptation et dialogues : Pierre Bost, Jean Aurenche et François Boyer
- Décors : Max Douy, assisté de Jacques Douy
- Costumes : Rosine Delamare
- Couturière : Georgette Fillon
- Habilleur : André Labussière
- Maquillage : Yvonne Fortuna
- Photographie : Jacques Natteau
- Opérateur : Jean Lallier, assisté de Michel Pezin
- Son : René-Christian Forget
- Chorégraphie : Irina Grjebina
- Script-girl : Claude Vériay
- Mixage : Jean Neny
- Musique : René Cloërec
- Montage : Madeleine Gug, assistée de Charlotte Fournier
- Photographe de plateau : André-Jacques Manson
- Production : Henry Deutschmeister
- Directeur de production : Yves Laplanche, André Rameau
- Producteur délégué : Ralph Baum
- Sociétés de production : Franco-London Film  et Zebra Film
- Société de distribution : Gaumont
- Pays de production :  France,  Italie
- Langue originale : français
- Tournage du 20 mars au 17 mai 1958 dans les studios de Boulogne
- Tirage dans les laboratoires G.T.C
- Format : couleur (Eastmancolor) - 35 mm - son mono (enregistrement sonore Westrex)
- Genre : comédie dramatique
- Durée : 102 min
- Date de sortie : 
  - France : 26 novembre 1958
- Affiche : Clément Hurel (France)

## Distribution
- Gérard Philipe : Alexeï Ivanovitch, jeune moscovite précepteur des enfants du général
- Liselotte Pulver : Pauline Zagoriansky, la belle-fille du général
- Bernard Blier : le général Alexandre Vladimir Zagoriansky
- Françoise Rosay : tante Antonia
- Nadine Alari : Blanche de Cominges, l'aventurière
- Suzanne Dantès : Mme de Cominges, la mère de Blanche
- Jean Danet : le marquis des Grieux, français
- Sacha Pitoëff : Astley (ou Afpley), le joueur qui arrive par le même train qu'Alexeï
- Julien Carette : Bagdovitch, le domestique de la tante Antonia
- Alice Sapritch : Marfa, la dame de compagnie de la tante Antonia
- Paul Esser : le baron
- Mona Dol : la baronne
- Jean-Max : le directeur du casino
- Daniel Emilfork : l'employé du casino qui conduit l'enfant dans la salle de jeu
- Jacques Marin : l'employé du casino qui cherche le louis d'or sous la table
- Richard Francœur : le portier de l’hôtel
- Gib Grossac : le joueur qui donne des conseils
- Yves Barsacq : le joueur qui note les statistiques
- Pierre Jourdan : le joueur qui ne croit pas en Dieu
- Roger Tréville : le joueur anglais
- Corrado Guarducci : le joueur italien
- Georges Lycan : un joueur
- Albert Daumergue : un joueur
- Michel Thomass : un joueur
- Piéral : le joueur nain
- Françoise Rasquin : la compagne du joueur nain
- Hans Verner (crédité Jacques Verner) : le commissaire de Baden-Baden
- Jean Imbert : un passager du train pour Baden-Baden
- Georges Bever : un majordome au bal
- Martine Havet : la jeune serveuse
- Gina Manès : une femme attablée au casino
- Claudine Berg (figuration)[1] : une femme debout au casino
- René Brun